# Stegeborg
För andra betydelser, se Stegeborg (olika betydelser).
Stegeborgs slottsruin, även Stäkeborg, i Skällviks församling, Söderköpings kommun, Östergötland, är belägen på en ö i ett trångt sund vid viken Slätbaken. Slottet var administrativt centrum i Stegeborgs län.

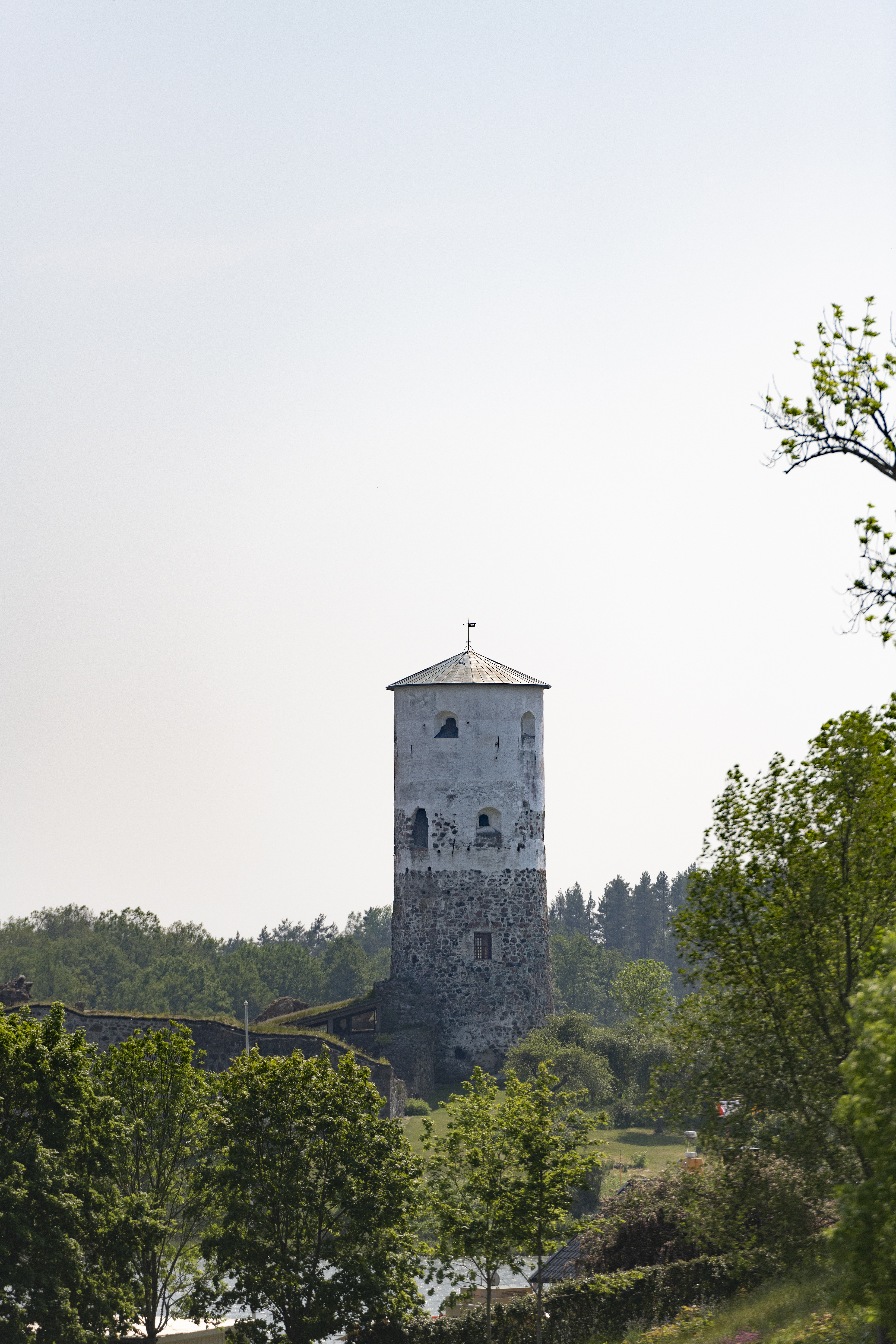
Stegeborgs slottsruin Ög

Den äldsta delen av borgen är ett fyrkantigt tegeltorn i sydöstra hörnet, uppfört på 1200-talet, samtidigt som Söderköping blev stad. En enkel bostadsborg tillkom under 1300-talet, utbyggd och kompletterad med en ringmur och ett rundtorn i väster. Under 1500- och 1600-talen byggdes anläggningen ut, särskilt mycket under Johan III:s tid, då rundtornet fick sin nuvarande höjd. Dessutom tillkom i norra längan en slottskyrka. Flera av Vasakungarna bodde gärna på Stegeborg som 1652–1689 uppläts åt pfalzgrevarna Johan Kasimir (död 1652) och Adolf Johan. Kronan lät under 1730-talet sälja slottet till byggnadsmaterial. Nedervåningens kraftiga murverk skyddade den mot utplåning. Fram till 1689 var slottet centrum för östgötaskärgårdens lokalförvaltning. Nya slottet, en vitputsad trevåningsbyggnad i klassicistisk stil, beläget vid den tidigare södra kungsladugården, byggdes 1806.

## Ortnamnet
Borgen omnämns 1310 som Stækaborg och namnet kommer ur ordet stäk, samma ord som i stock, stege eller det andra ortnamnet Stäket. "Stäk" syftar på flera pålsystem i vattnet, som spärrade av farleden. De äldsta av dessa har daterats till mellan 600- och 800-talen. I vattnet norr om ön har hittats rester av pålspärrar som daterats till 1000-talet. Syftet med pålspärren var att hindra eller försvåra fartygstrafik. Dessa pålar fanns kvar in på 1800-talet och fartyg fick därför passera ön på södra sidan.

## Historik

### Folkungatiden
Stegeborgs äldsta historia är nära förbundet med Skällviks gård. Gården fanns bevisligen 1287 och tillhörde då biskopen i Linköping, Bengt Birgersson. Hans efterträdare Lars Albrektsson hade kvar Skällviks gård. Dess strategiska läge vid inloppet till Söderköping, då en av rikets rikaste städer, var uppenbar för Birger Magnussons förmyndarstyre som leddes av marsken Torgils Knutsson. Senast 1305 såldes biskopsgården till kung Birger. Därefter har en borg byggts på den holme som ligger ute i segelleden in mot Söderköping. Hur den såg ut och dess omfattning är okänd. Anläggningen kan dock inte ha varit alltför omfattande, holmen är idag inte särskilt stor och landhöjningen i Östergötland har sedan 1300-talet varit två meter.
Under perioden 1310–1316 sände kungen flera brev från Stegeborg och man kan förmoda att han vistats där långa perioder. Efter Nyköpings gästabud utbröt ett uppror mot kung Birger. Denne lämnade Stegeborg och avseglade till Visby men satte sonen Magnus Birgersson som befälhavare på Stegeborg. Borgen blev belägrad, förmodligen från påsktid fram till slutet av augusti 1318. Magnus fördes fången till Stockholm och dömdes till döden i juni 1320. Han ligger begraven i Riddarholmskyrkan i Stockholm bredvid Magnus Ladulås. Enligt Erikskrönikan revs Stegeborg efter kapitulationen: "the slogo then mwr allan swa smaa / the lotho ey en sten ather staa".
Karl, biskop i Linköping, strävade efter att stiftet skulle återfå Skällviks gård. Från hertig Eriks änka Ingeborg Håkansdotter lyckades han få Skällviks gård samt borgruinen i gåva den 27 januari 1321. Karl lade därefter ned mycket pengar på att bygga upp gården igen. 1332 tvingades biskopen överlämna gården till kung Magnus i utbyte mot gods på Visingsö. Anledningen var förmodligen platsens strategiska läge samt möjligheten att ta upp tull från fartygen på väg mot Söderköping. På grund av ekonomisk kris tvingades kungen att pantsätta borgen 1336. Till vem är okänt, men år 1350 var Skällviks gård åter i kyrkans ägo. Den  28 februari 1350 undertecknade nämligen biskopen i Linköping Peter Tyrgilsson ett brev på gården ("in manerio nostro Skældowijk").
Under 1350-talets tronstrider mellan kung Magnus och Erik Magnusson ägdes Skällviks gård av biskop Nils Markusson. Biskopen hade tagit parti för Erik och 1356 överfölls gården som fick stora skador och det är troligt att det var kungen som låg bakom. Hur mycket som förstördes är okänt men när hertig Albrekt av Mecklenburg anföll Sverige 1363 anfölls även Söderköping vilket indikerar att Albrekts flotta hade kunnat passera Skällvik utan hinder. Vad som är klart är att Skällviks gård försvann och att någon återuppbyggde Stegeborg på holmen i farleden. En gissning är att Albrekt, som byggde både Nyköpingshus och Stäkeholm, även byggde upp Stegeborg.

### Tiden för Kalmarunionen
1391 ägdes Stegeborg av kronan och drottning Margareta hade utsett den danske riddaren Evert Moltke till fogde. Domkapitlet klagade på hur denne tvingade bönderna att betala extraskatter trots missväxt. På midsommardagen 1394 anfölls Söderköping av Vitaliebröderna. Dessa sjörövare anföll med en stor trupp och till synes har de passerat Stegeborg utan att stoppas. Några år senare blev Moltke förflyttad och ny fogde blev Esbjörn Kristiernsson Djäkn. I Vadstena klosters diarium kallas denne för en avskyvärd tyrann. 1414 blev Jöns Finnsson ny fogde. Denne hade varit fogde vid Västerås slott och befolkningen hade klagat till kung Erik över fogdens övergrepp. Om hur Jöns betedde sig som fogde vid Stegeborg vet man nästan ingenting. Hans död, tidigast 1424 och senast 1427, avlutade hans fögderi.
När kung Erik på 1420-talet vallfärdade till Jerusalem träffade han i Budapest den kroatiske greve Ivan Anz Frankopan som följde kungen till Jerusalem som tolk och där blev slagen till riddare av den Heliga graven. I slutet av decenniet blev han utnämnd till fogde på Stegeborg. För eftervärlden har hans namn försvenskats till Johan Vale eller Johan Franco. Under Engelbrektsupproret intogs Stegeborg 1434 efter en kort belägring. I krönikan överlämnar fogden borgen med orden "maga wij mz woro haffuer att gaa / jach wille idher gerna husit faa".
Ny fogde blev biskopen i Linköping Knut Bosson (Natt och Dag). Efter riksrådets möte i Söderköping 1436 utsågs Nils Stensson (Natt och Dag). 1438 hade Karl Knutsson (Bonde) blivit utsedd till riksföreståndare och krävde att Nils skulle överlämna Stegeborg till honom. Denne vägrade och i februari 1439 inleddes en belägring. I juli kom man överens om att Nils skulle uppge borgen frivilligt i september om kung Erik inte skickade undsättning. Kung Erik kom till Stegeborg under sommaren för att där samla riksrådet. Karl Knutsson mötte Eriks förhandlare i Arkösund men någon överenskommelse slöts inte. I slutet av augusti återvände Erik till Gotland och under hösten överlämnades Stegeborg till riksrådet. Ny fogde blev Erengisle Nilsson d.y. (Hammerstaätten).
Erengisle verkar ha varit unionsvänlig men avskedades som fogde 1463 när kungen misstänkte honom för sympatier för Karl Knutsson. Släkten Oxenstierna var unionsvänliga och ny fogde blev Erik Nilsson (Oxenstierna). Den oxenstiernska släkten förlorade dock inflytande i Sverige och 1467 utsågs istället Ivar Axelsson (Tott) till ny fogde av sin bror som var riksföreståndare. Ivar var gift med Karl Knutssons dotter Magdalena Karlsdotter, vilket gjorde att denne gick över till den grupp som var motståndare till unionen. Genom beslut av riksrådet den 25 maj 1472 fick han Stegeborgs slott och län i livstidsförläning.
Ivar Axelsson (Tott) hade sitt hem på Visborgs slott på Gotland men han har ändå gjort stora ombyggnader av Stegeborg. Bland annat uppfördes en ny ringmur och det ännu stående rundtornet. Ivar Axelsson ägde sju fartyg som sysslade med sjöröveri på Östersjön och denna biverksamhet gjorde att en konflikt med riksrådet var oundvikligt. När diskussioner inte ledde någon vart inleddes en militär operation mot Ivar Axelssons slott. I februari 1487 inleddes en belägring av slottet och den 14 maj 1487 var slottsfogden Erland Kagge tvungen att kapitulera.
Den 3 september samma år utnämndes riksrådet och lagmannen Gregers Matsson (Lillie) till ny slottshövitsman. Från hans tid finns räkenskaperna för 1487–1492 bevarade. Efter Gregers har flera personer haft befälet på slottet men endast en kortare tid: riksrådet Arvid Trolle, riddaren Nils Bosson (Sture) samt riddaren Erik Turesson (Bielke). På sommaren 1499 utsåg kung Hans Svante Nilsson (Sture) till ny länsinnehavare på Stegeborg. Svante hade velat efterträda sin far Nils Bosson men blivit förbigången av Sten Sture. Nu hade slottslänet förminskats och fick inte längre intäkter från städerna Söderköping och Norrköping.
Efter många års tjänst i Rom återvände Hemming Gadh till Sverige och blev biskop i Linköping i januari 1501. Av bevarade brev framkommer att Hemming var en ofta sedd gäst på Stegeborg. Under sommaren 1501 utbröt ett uppror mot kung Hans. I augusti försökte tre av kungens 14 fartyg att gå in i Slätbaken och erövra Stegeborg men försöket att landstiga misslyckades. Efter Sten Stures död valdes Svante Nilsson den 21 januari 1504 till riksföreståndare. Förmodligen dröjde det till 1506 innan riksrådet Trotte Månsson (Eka) utnämndes till ny slottsfogde. Trotte var trogen Svante Nilsson och förblev slottsfogde ända fram till sin död 1512.
1513 utnämndes Holger Karlsson Gera till ny länsinnehavare. Holgers hustru var kusin med ärkebiskop Gustaf Trolle vilket förmodligen var en belastning för honom hos sturepartiet. I juni 1517 lyckades den danska flottan brandskatta Söderköping trots att Stegeborg spärrade inloppet. Troligen har dock flottan gått in i Bråviken och först därefter har en militär styrka landsatts. 1518 fick Stegeborg en ny befälhavare, riksrådet Erik Bengtsson Ryning. På sommaren 1520 besegrade han en dansk styrka som skyddade biskopsgården utanför Linköping. Detta ledde så småningom till anklagelser både från biskop Brask och Nils Bosson (Grip) och han var en av de som halshöggs vid Stockholms blodbad 1520.

### Vasatiden och pfalziska ätten

Stegeborgs slott

Under Dackefejden anfölls slottet men intogs aldrig. På 1540-talet rustades slottet upp. Esbjörn Pedersson Lilliehöök var slottsfogde på Stegeborg mellan 1555 och 1560. Johan III var född och uppvuxen på slottet och han beslutade 1578 om fortsatta byggnadsarbeten på slottet. Därigenom blev slottet mer ett renässansslott än en medeltida borg. Arbetena pågick fram till 1590. Johans dotter Anna Vasa förlänade slottet fram till 1598 då hon tvingades fly Sverige för Polen.
1622 förlänades slottet samt några härader till Gustav II Adolfs svåger Johan Kasimir av Pfalz-Zweibrücken såsom underhålls- eller pantlän vid den senares gifte med kungens syster Katarina Vasa. Detta bekräftades återigen 1651 av Drottning Kristina. Dock var det inte någon hertigtitel kopplad till detta, utan den Pfalziska ätten var hertigar i sin egen rätt i det Tysk-romerska riket. Pantlänet drogs in till kronan 1689 vid av Adolf Johans död 1689.

### 1700-talet och 1800-talet

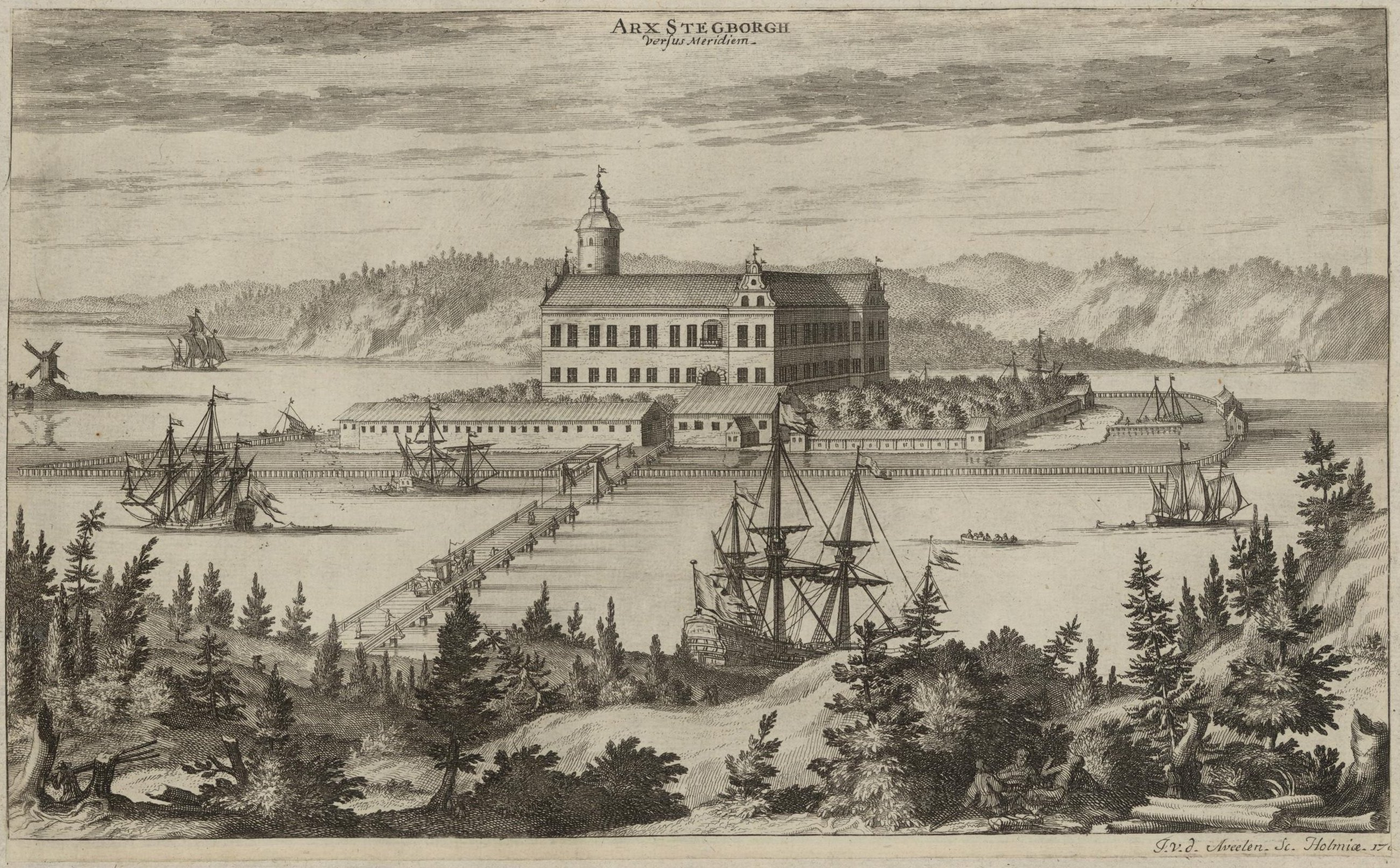
Stegeborgs slott avtecknat cirka 1690 och tryckt 1706 i Suecia antiqua et hodierna.

Östergötlands landshövding försökte hålla slottet i ett tillfredsställande skick men lyckades inte hindra att slottet förföll. 1707 synades slottet av en kommission för att kunna avgöra hur man skulle göra. De föreslagna reparationsåtgärderna skulle dock ha blivit mycket dyra. Året efter såldes alla trähus på ön på auktion. Landshövding Erik Gammal Ehrenkrona föreslog på 1720-talet att tre av de fyra längorna skulle rivas och den fjärde rustas upp. På uppdrag av Kammarkollegiet synades slottet 1728 men landshövdingen fick inte igenom sitt förslag. Sommaren 1731 revs stora delar av slottet och materialet användes i Norrköping.
Södra kungsladugården lydde fordom under Stegeborgs slott men övertogs efter reduktionen av kronan. Den var utarrenderad till 1731 då den köptes av Jacob von Hökerstedt och godset övertog namnet Stegeborg. På grund av dåliga finanser övertogs det 1734 av Rikets ständers bank. Nästa ägare blev släkten von Schwerin (1739–1863).

### 1900-talet

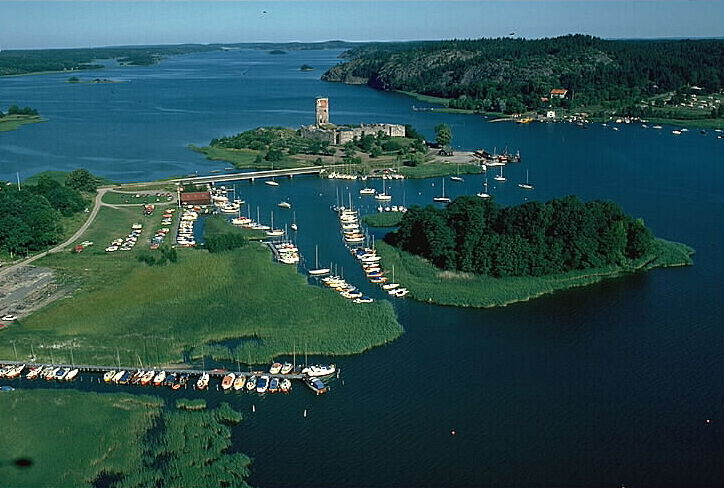
Flygbild. Troligen från början av 1980-talet.

Stegeborgs slott blev 1901 fridlyst som statligt byggnadsminne. 1938 fick Riksantikvarieämbetet en mindre summa för att röja platsen från träd och buskar och de svårast skadade delarna av murverket reparerades. Åren 1948–1955 kunde RAÄ med hjälp av vapenfria värnpliktiga gräva ut ruinen, laga de svåraste skadorna och sätta upp skyddande tak över vissa delar.

### Stegeborg idag

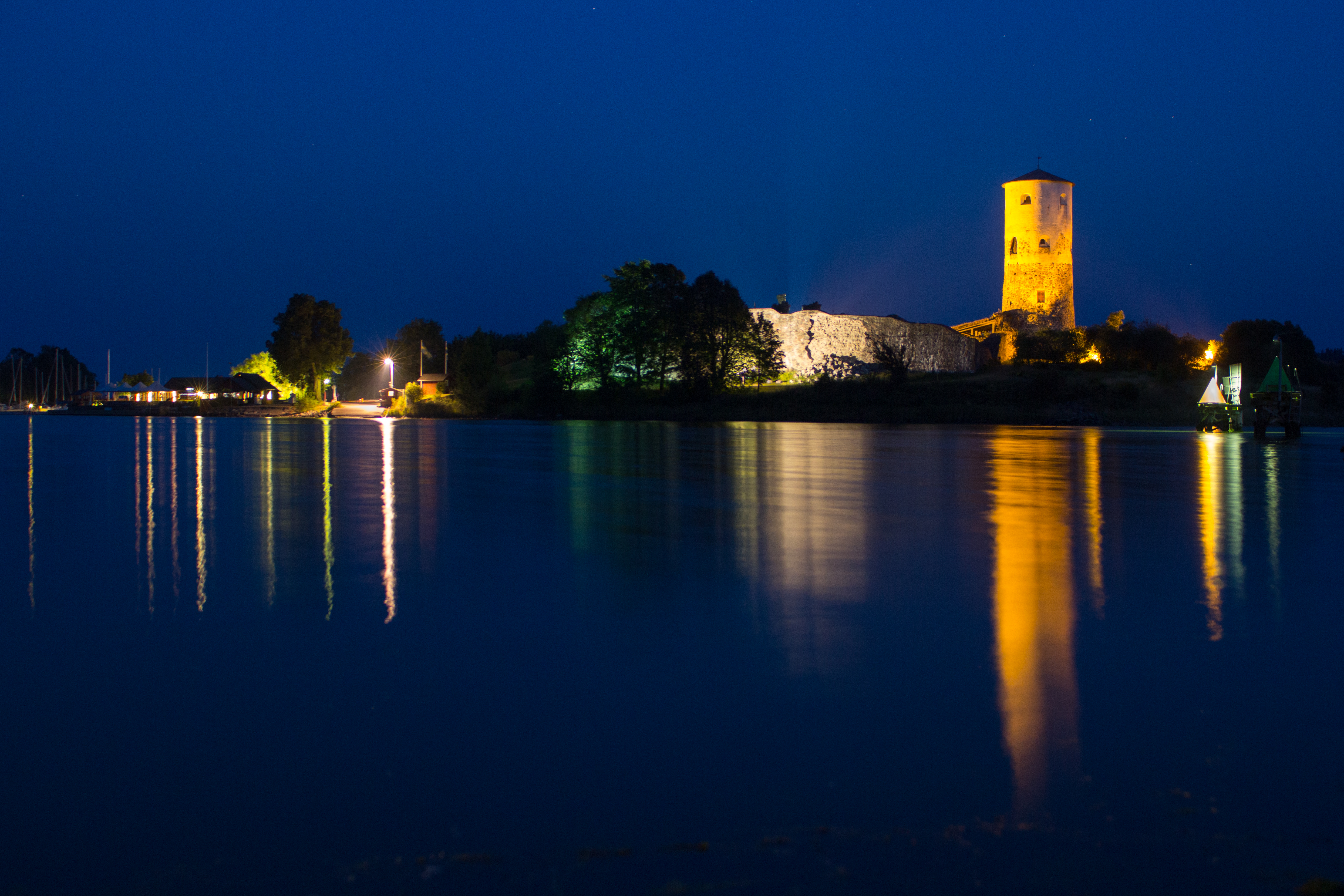
Stegeborgs slottsruin "Blå timmen" augusti 2014

Ett flygfält har anlagts på Skällviks äng, där slaget vid Stegeborg utkämpades. Vid slottsruinen och det intilliggande färjeläget för Stegeborgsleden finns numera även en småbåtshamn med restaurang. Stegeborgs Egendom är i dag (2017) ett aktiebolag och nuvarande ägare driver där bland annat en omfattande turistverksamhet.

## Personer på Stegeborg

### Slottsloven
- 1544: Lydert Slatte[6]
- 1548–1583: Ulf Henriksson (Snakenborg)
- 1555: Lydert Slatte[6]

### Ståthållare
- 1598: Bengt Sparre
- 1598: Per Lillie
- 1598: Erik Ulfsparre
- Jöns Snakenborg
- 1604: Jöns Jacobsköld
- 1606–1607: Göran Snakenborg
- 1609–1613: Erik Ulfsparre af Broxvik

### Hovpredikanter
Lista över hovpredikanter på Stegeborg.
| Verksam   | Namn                         | Levnadstid | Övrigt                                        |
| --------- | ---------------------------- | ---------- | --------------------------------------------- |
| 1593      | Petrus                       |            |                                               |
| 1620      | Laurentius Nicolaus Typæus   | –1664      | Senare kyrkoherde i Kuddby församling.        |
| 1636      | Olaus Simonis                |            | Senare kyrkoherde i Vimmerby församling.      |
| 1645–1653 | Gabriel Magni Gadd           | 1614–1653  | Senare kyrkoherde i Kristbergs församling.    |
| 1656–1659 | Jonas Billovius              | 1620–1669  | Senare kyrkoherde i Örebro församling.        |
| 1659      | Daniel Gruf                  |            | Senare kyrkoherde i Häradshammars församling. |
| 1668      | Georgius Hjort               | 1639–1672  |                                               |
| 1669–1670 | Andreas Matthiae Himmelius   | –1670      |                                               |
|           | Petrus Gustavi Öijer         | 1650–1693  | Senare kyrkoherde i Ludgo församling.         |
| 1671      | Daniel Heideman              |            |                                               |
| 1676–1680 | Sveno Montelius              | 1639–1697  | Senare kyrkoherde i Östra Ny församling.      |
| 1680–1681 | Samson Marci                 | 1647–1693  | Senare kyrkoherde i Gryts församling.         |
| 1681      | Petrus Nicolai Planæus       | 1652–1712  | Senare kyrkoherde i Dagsbergs församling.     |
| 1684      | Laurentius Nicolai Rimzelius | –1694      |                                               |
| 1687      | Laurentius Croning           | 1651–1735  | Senare kyrkoherde i Munktorps församling.     |

### Födda på Stegeborg
- 21 december 1537: Johan III
- 9 november 1539: Magdalena Svantesdotter Sture
- 17 maj 1568: Anna Vasa
- 11 oktober 1629: Adolf Johan av Pfalz